# Debutantklänning

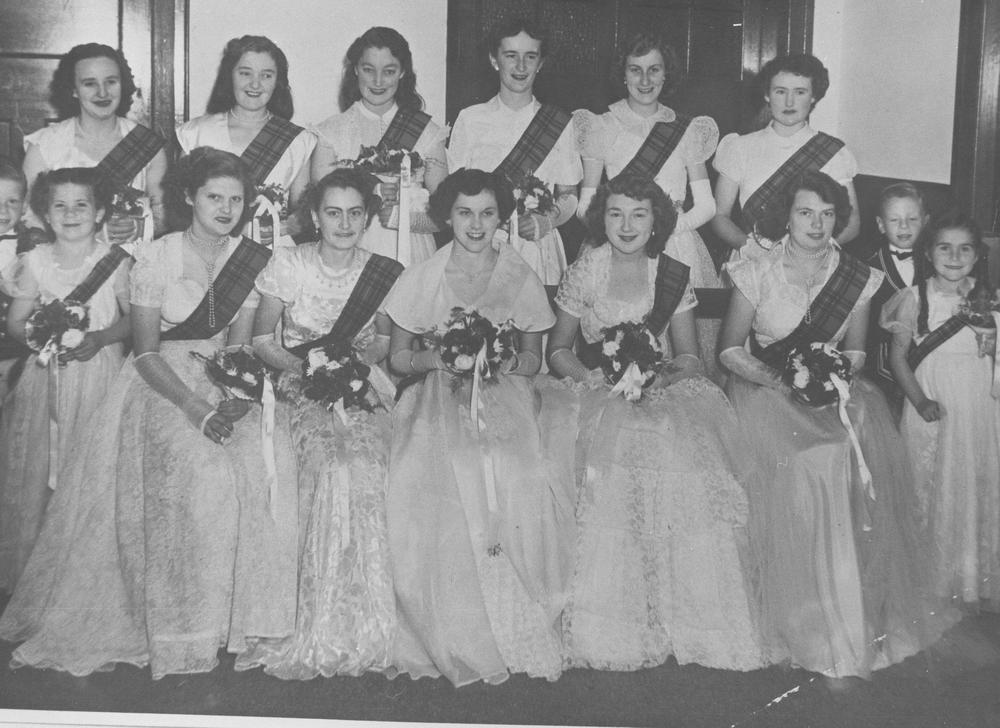
Debutantklänningar i Australien 1952.

En debutantklänning är en klänning som bars av unga flickor och kvinnor på exempelvis en debutantbal. Dessa baler var traditionella mognadsfiranden för att markera att debutanterna blivit gamla nog att ingå äktenskap.

## Klädkod
Reglerna för debutantklänningars utföranden var strikta, och klädkoden varierade mellan olika länder. Färgen på klänningarna var oftast vit, men i somliga traditioner tilläts andra ljusa färger såsom elfenben eller äggskal, framförallt så länge de bars över och tillsammans med vitt. Gifta kvinnor skulle bära tiara.